# توم غولا
توم غولا (بالإنجليزية: Tom Gola) مواليد 13 يناير 1933 في فيلادلفيا - الوفاة 26 يناير 2014، كان لاعب كرة سلة أمريكي أصبح مدرباً بدأ مسيرته الاحترافية في سنة 1955. بلغ طوله 6 قدم 6 بوصة (2.0 م). اعتزل اللعب في 1966.

## فرق لعب لها
- غولدن ستايت ووريورز
- نيويورك نيكس

## روابط خارجية
- توم غولا على موقع إن بي أي (الإنجليزية)
- توم غولا على موقع سبورتس رفرنس (الإنجليزية)
- توم غولا على موقع كلية كرة السلة في سبورتس رفرنس.كوم (الإنجليزية)
- توم غولا على موقع ريلجم (الإنجليزية)
- توم غولا على موقع بروبوليرز (الإنجليزية)
- توم غولا على موقع قاعة المشاهير الجامعة الوطنية لكرة السلة (الإنجليزية)
- توم غولا على موقع كلية كرة السلة في سبورتس رفرنس.كوم (الإنجليزية)